# Roßdorf, Jerichower Land
Roßdorf là một đô thị thuộc huyện Jerichower Land, bang Sachsen-Anhalt, Đức. Đô thị Roßdorf, Jerichower Land có diện tích 11,54 km², dân số thời điểm ngày 31 tháng 12 năm 2006 là 523 người.